# Антоњин Новотни
Антоњин Новотни (Antonín Novotný; 10. децембар 1904 — 28. јануар 1975) био је комуниста, секретар Комунистичке партије Чехословачке од 1952. до 1968. и председник Чехословачке од 1957. до 1968. године.

## Биографија
Рођен је 1904. године у Летњанима (данас део Прага). Чланом КП Чехословачке постао је 1921. године. Године 1935, био је делегат партије на Седмом конгресу Коминтерне. Укључио се у илегални рад након немачке окупације Чехословачке 1939, због чега је 1941. ухапшен и депортован у концентрациони логор Маутхаузен. У логору је радио као капо. Изашао је из логора, када су га ослободиле америчке снаге 5. маја 1945. године.
Новотни је 1951. на кратко време постао секретар партије, али га је заменио Рудолф Слански. Међутим, Слански је 1953. био осуђен као „титоиста“ и затворен, па је Новотни постао нови секретар КП Чехословачке. Након смрти Клемента Готвалда исте године, Новотни је де факто постао најутицајнији човек у држави. Био је изабран за секретара партије 1958. и поновно 1964. године.
Новотни је с временом, захваљујући подршци из Совјетског Савеза, потиснуо утицај умеренијих вођа, Антоњина Запотоцког и Вилијама Широког. Њих двојица су постепено морали да препусте утицај Новотном, који је након смрти Запотоцког 1957. године постао нови председник Чехословачке.
За време председовања Новотног, опозиција је захтевала више слобода и реформу социјализма у земљи. То је с временом довело до успона новог руководства на челу с Александром Дубчеком. Новотни је био принуђен дати оставку на место секретара КПЧ у јануару 1968, а заменио га је Дубчек. Марта 1968, дао је оставку и на место председника, а у мају се повукао из Централног комитета КПЧ.
После слома Прашког пролећа 1968. и покретања процеса тзв. нормализације, Новотни се вратио у Централни комитет 1971. године, али није стекао нов утицај, с обзиром на болест и ново руководство Густава Хусака.
Умро је 1975. године у Прагу.